# 1639 en France
Chronologie de la France
- 1635
- 1636
- 1637
- 1638
- 1639
- 1640
- 1641
- 1642
- 1643

## Événements
- 12 février : le prince polonais Jean Casimir Vasa, futur roi de Pologne, accusé de complot contre la France avec l’Espagne, est enfermé, sur ordre de Richelieu, dans le donjon de la citadelle de Sisteron[1].
- 17 février : ballet de la félicité donné à Saint-Germain sur le sujet de l’heureuse naissance de Monseigneur le Dauphin[2].
- 7 janvier : en Gascogne, les Croquants du Pardiac, après avoir libéré les prisonniers de Mirande (4 janvier), saccagent les environs quand les bourgeois de la ville leur refusent le passage de leur pont pour marcher sur Auch[3]
- 24 mars : les Pays-Bas renouvellent leur alliance avec la France[4].
- Avril : Jules Mazarin (Giulio Mazzarini), nonce apostolique à Paris, est naturalisé français par lettres patentes ; en décembre, il quitte Rome pour entrer au service du roi[5].
- 7 juin : Feuquières est battu par Piccolomini devant Thionville[6].
- 18 juin : arrêt du Conseil rendu pour remédier aux fraudes qui se commettent journellement par le transport du vin dans les Faubourgs de Paris[7]. Des troubles éclatent à Paris en soutien des fraudeurs qui apportent le vin à Paris sans acquitter le droit d’entrée[8].
- 29 juin : La Meilleraye prend Hesdin en présence du roi de France.

- Juin-octobre : été sec en Val de Loire et en Bretagne[9].

- 16 juillet : le lieutenant particulier du bailliage de Coutances, Charles de Poupinel est assassiné à Avranches[10]. Début de la révolte des va-nu-pieds en Normandie contre la gabelle réprimée par Le Tellier, Séguier et Talon (janvier-mars 1640).
- 19 juillet : Condé prend Salses, clé du Roussillon[11].

- 13-26 août : émeutes urbaines antifiscales à Rouen (20-21 août), Bayeux (25 août) et Caen (13-14 août et 26-27 août)[12].
- Août : Antoine Le Maistre, premier des Solitaires, retourne à Port-Royal des Champs[13].

- 12 septembre : Théologie familière, ou Instruction de ce que le Chrétien doit croire et faire en cette vie pour être sauvé de Jean Duvergier de Hauranne, est achevé d’imprimer à Paris[14].
- 15 septembre : le prince polonais Jean Casimir Vasa, incarcéré en 1638, est transféré de la citadelle de Sisteron au donjon de Vincennes[15].
- 19 septembre : début du siège de Salses par les Espagnols (fin le 6 janvier 1640)[11].
- 20 septembre : vendanges précoces à Dijon[9].
- 27 septembre : Richelieu fait élever une statue équestre de Louis XIII sur la place royale (place des Vosges) réalisée par Pierre Biard sur un cheval de Daniele da Volterra[16].

- 18 octobre : apparition du millet d’Espagne (maïs) sur le marché de Toulouse. Il s’impose entre 1644 et 1655[17].
- Octobre : épidémie de dysenterie consécutive à la baisse des eaux en Anjou[9].

- 30 novembre : la révolte des va-nu-pieds est écrasée par les troupes  royales dirigées par Gassion devant Avranches[12].
- Avant le 22 décembre ; Georges de La Tour devient peintre ordinaire du roi de France[18].

- Richelieu suspend les États provinciaux de Provence après leur refus d’enregistrer des édits fiscaux. Ils sont remplacés par l’Assemblée des communautés qui ne réunit plus que les représentants du tiers-état[10].